# Hermann Bruse

Magdeburger Dom mit Trümmern (1945); Aquarell

Hermann Bruse (* 5. April 1904 in Hamm (Westfalen); † 25. Mai 1953 in Berlin) war ein deutscher Maler und Graphiker und antifaschistischer Widerstandskämpfer.

## Leben
Gemeinsam mit seiner Familie zog Bruse 1917 nach Magdeburg. Ein 1919 aufgenommenes Lehrerstudium brach er 1921 aus finanziellen Gründen ab. Er nahm dann eine kaufmännische Lehre auf, die er 1925 abschloss, und arbeitete als kaufmännischer Angestellter.
Im Abendstudium absolvierte er 1925/1926 zwei Semester an der Kunstgewerbe- und Handwerkerschule Magdeburg. Es entstanden erste gebrauchsgraphische Arbeiten. Bruse bildete sich als Autodidakt fort. 1932 ließ er sich dann als freischaffender Künstler nieder.
Bruse war auch politisch engagiert. 1932 trat er der KPD bei. In der Zeit des Nationalsozialismus ab 1933 setzte er seine politische Arbeit in der Illegalität fort. Er gehörte zur illegalen KPD-Leitung in Magdeburg und erstellte Illustrationen für die verbotene Zeitung der KPD „Tribüne“.
1934 erfolgte eine erste Verhaftung. Nach einem Gerichtsverfahren wurde er im Zuchthaus Luckau inhaftiert. Im Jahr 1937 wurde er entlassen. Obwohl er auch ein Mal- und Ausstellungsverbot erhalten hatte, setzte er seine künstlerische Arbeit fort. Es entstanden vor allem Porträts von Mitgefangenen.
Er betätigte sich in der Gruppe Rote Hilfe und arbeitete im Widerstand gegen den Nationalsozialismus mit Martin Schwantes, Hermann Danz, Hubert Materlik, Friedrich Rödel und Johann Schellheimer in der Widerstandsgruppe Danz-Schwantes zusammen. Als Mitglied der illegalen örtlichen KPD-Leitung hielt er Kontakt zur Widerstandsgruppe um Anton Saefkow in Berlin und Georg Schumann in Leipzig.
1944 unterstützte er Käthe Kollwitz. Im November des Jahres erfolgte jedoch eine weitere Verhaftung in deren Ergebnis er wegen Vorbereitung eines hochverräterischen Unternehmens zum Tode verurteilt wurde. Das Urteil wurde jedoch nicht vollstreckt. Am 10. April 1945 verließ die Gestapo vor den von Westen heranrückenden US-amerikanischen Truppen Magdeburg. An die örtliche Polizei- und Gefängnisverwaltung war der Befehl ergangen, die offenen Hinrichtungen von 29 politischen Gefangenen am 12. April durchzuführen. Am 13. April teilte die Gefängnisverwaltung mit, dass die politischen Gefangenen noch am gleichen Tag entlassen würden, was auch geschah.
Nach dem Kriegsende war Bruse, u. a. mit Bruno Beye, dem Pädagogen Oskar Linke, Herbert Stockmann und Otto Bernhard Wendler, aktiv an der Entnazifizierung beteiligt.  Er gehörte 1945 zu den Gründungsmitgliedern des Kulturbundes. Er arbeitete weiter in der KPD und ab 1946 in der SED und setzte sich für den Aufbau eines sozialistischen Staates ein.
1947 wurde Bruse an die Humboldt-Universität zu Berlin als Lehrbeauftragter und Dozent am Institut für Kunsterziehung berufen. Ein wesentlicher Schwerpunkt seiner Tätigkeit lag in der Ausbildung von Kunsterziehern. Zu seinen Schülern gehörten Dietrich Kunth und Johannes Prusko. In Berlin hatte Bruse Kontakt zu Erich Weinert.
Bruse war seit 1938 verheiratet mit Marianne Steinecke.

## Schaffen
Bruses Werk wurde sehr stark von seinem politischen Engagement, insbesondere gegen den Nationalsozialismus geprägt. Nach anfänglich kubistischen Arbeiten, waren die „Knastzeichnungen“ in den 30er Jahren und die späteren Holzschnitte stark politisch geprägt. Sie stellen einen wichtigen Beitrag der deutschen Kunst des ästhetischen Widerstandes dar. Bruse hatte in der Ostzone bzw. in der DDR eine bedeutende Zahl Ausstellungen, u. a. war er 1946 auf der Allgemeinen Deutschen Kunstausstellung und 1949 auf der 2. Deutschen Kunstausstellung in Dresden vertreten.
Nach 1949 wandte er sich einer realistischen Darstellung zu, die deutlich von sowjetischen Einflüssen geprägt war und ein optimistisches Menschenbild propagierte. Er schuf u. a. eine Anzahl von Arbeiterbildnissen, die „historisch-charakteristische Züge des sozialistischen Arbeiters“ zeigen sollten, u. a. Der neue Eigentümer (1951, Öl, 99,6 × 70,2 cm; Galerie Neue Meister Dresden), Ein deutscher Umara (Öl auf Leinwand, 1951, 120 × 85 cm) und Fritz von der Stalinallee (1952/1953).
Die Stadt Magdeburg benannte ihm zu Ehren einen Platz (Hermann-Bruse-Platz).

## Fotografische Darstellung Bruses
- Abraham Pisarek: u. a. Porträt des Kunstmalers Hermann Bruse bei der Arbeit[6]

## Museen und öffentliche Sammlungen mit Werken Bruses (unvollständig)
- Altenburg/Thür.: Lindenau-Museum
- Berlin: Neue Nationalgalerie[7]
- Berlin: Deutsches Historisches Museum
- Dresden: Galerie Neue Meister
- Dresden: Kupferstichkabinett[8]
- Gera: Otto-Dix-Haus
- Magdeburg: Kulturhistorisches Museum

## Weitere Werkbeispiele

### Tafelbilder
- Porträt Marianne auf Gelb (1946)
- Meine Mutter (1938)
- Der verlorene Sohn (1942, Öl)[9]
- Der Blinde (1944)
- Johannisberg (1944, Öl; 1946 auf der Kunstausstellung der Provinz Sachsen in Halle/Saale)[10]
- Der Hungermarsch (1945/46; Gemäldegalerie Neue Meister, Dresden)[11]
- Porträtstudie (Öl)[12]
- Der Menschensucher I (1948, Öl)[13]
- Der leere Topf (1948)
- Studie aus der Charité, Genesender (1949)

### Publizierter Essay
- Formalismus – Feind der Kunst! In: Bildende Kunst, Berlin, März/April 1953, S. 58–62